# سراوند (مقاطعة دورود)
سراوند (بالفارسية: سراوند) هي قرية تقع في قسم حشمت‌آباد الريفي (مقاطعة دورود) في إيران. يقدر عدد سكانها بـ 305 نسمة بحسب إحصاء 2016.